# Бетет
Бете́т (фр. Bétête, окс. Beteste) — коммуна во Франции, находится в регионе Лимузен. Департамент коммуны — Крёз. Входит в состав кантона Шатлю-Мальвале. Округ коммуны — Гере.
Код INSEE коммуны — 23022.

## Население
Население коммуны на 2010 год составляло 346 человек.
| 1962 | 1968 | 1975 | 1982 | 1990 | 1999 | 2010 |
| ---- | ---- | ---- | ---- | ---- | ---- | ---- |
| 670  | 668  | 651  | 638  | 525  | 424  | 346  |

## Экономика
В 2010 году среди 197 человек трудоспособного возраста (15—64 лет) 142 были экономически активными, 55 — неактивными (показатель активности — 72,1 %, в 1999 году было 57,6 %). Из 142 активных жителей работали 131 человек (70 мужчин и 61 женщина), безработных было 11 (7 мужчин и 4 женщины). Среди 55 неактивных 5 человек были учениками или студентами, 34 — пенсионерами, 16 были неактивными по другим причинам.